# Puszcza Czerwona
Puszcza Czerwona (inaczej Czerwony Bór) – potoczne określenie terenu, który w literaturze etnograficznej określany jest mianem ostrowskiej grupy Puszczy Białej (Kurpie Białe), a także terenu przyległego, rozpościerającego się między Zambrowem, Łomżą, Śniadowem a Szumowem. 
Nazwa najprawdopodobniej pochodzi od porastających teren modrzewi, dębów i grabów czerwieniejących na jesieni. Inna hipoteza łączy nazwę z kurpiowskim strojem kobiecym, który na obszarze zamieszkiwanym przez grupę ostrowską pozostał czerwony (w przeciwieństwie do grupy pułtuskiej, gdzie z czasem zastąpił go tzw. zielony pasiak). 
Określenie Puszcza Czerwona zachowało się w dokumentach z lat 1503–1505, gdzie identyfikuje się je jako pochodzące od brunatno-czerwonej barwy kory modrzewia i łączy z terenem otaczającym Zambrów od południa, wschodu i zachodu. Określenie to funkcjonowało jeszcze po II wojnie światowej, ale z czasem zostało zapomniane ze względu na zatarcie się różnic.